# Mistrovství světa v ledním hokeji 2017 (Divize I)
První divize Mistrovství světa v ledním hokeji 2017 se hrála v ukrajinském Kyjevě 22. až 28. dubna 2017 (skupina A) a v britském Belfastu 23. až 29. dubna 2017 (skupina B).

## Herní systém
Skupiny A a B nebyly rovnocenné a mezi nimi se postupovalo a sestupovalo. V každé skupině hrálo 6 týmů, které se utkaly navzájem každý s každým. První dva týmy ze skupiny A postoupily na Mistrovství světa v ledním hokeji 2018, poslední tým ze skupiny A sestoupil do skupiny B I. divize. První tým ze skupiny B postoupil do skupiny A I. divize, poslední tým sestoupil do skupiny A II. divize.

## Skupina A
Skupina A se hrála od 22. do 28. dubna 2017 v ukrajinském Kyjevě.

### Účastníci
| Tým         | Kvalifikace                                                  |
| ----------- | ------------------------------------------------------------ |
| Maďarsko    | 15. místo na Mistrovství světa v ledním hokeji 2016 a sestup |
| Kazachstán  | 16. místo na Mistrovství světa v ledním hokeji 2016 a sestup |
| Polsko      | 3. místo v Divizi I 2016 - Skupina A                         |
| Rakousko    | 4. místo v Divizi I 2016 - Skupina A                         |
| Jižní Korea | 5. místo v Divizi I 2016 - Skupina A                         |
| Ukrajina    | Pořadatel, 1. místo v Divizi I 2016 - Skupina B a postup     |

### Rozhodčí
| Hlavní | Čároví |
| --- | --- |
| - Andris Ansons - Daniel Gamper - Jacob Grumsen - Roy Stian Hansen - Andreas Harnebring - Vladimír Pešina - Jeremy Tufts | - Riley Bowles - Franco Castelli - Maxime Chaput - Daniel Hynek - Artem Korepanov - Ulrich Pardatscher - Daniel Persson |

### Tabulka
|  | Dva týmy postupující na Mistrovství světa v ledním hokeji 2018 (do elitní skupiny) |
|  | Jeden tým sestupující do skupiny B                                                 |

| P  | Tým         | Z | B  | V | VP | PP | P | GV | GI | +/- |
| -- | ----------- | - | -- | - | -- | -- | - | -- | -- | --- |
| 1. | Rakousko    | 5 | 12 | 4 | 0  | 0  | 1 | 22 | 4  | +18 |
| 2. | Jižní Korea | 5 | 11 | 3 | 1  | 0  | 1 | 14 | 11 | +3  |
| 3. | Kazachstán  | 5 | 11 | 3 | 1  | 0  | 1 | 13 | 10 | +3  |
| 4. | Polsko      | 5 | 7  | 2 | 0  | 1  | 2 | 6  | 17 | -11 |
| 5. | Maďarsko    | 5 | 3  | 1 | 0  | 0  | 4 | 8  | 14 | -6  |
| 6. | Ukrajina    | 5 | 1  | 0 | 0  | 1  | 4 | 7  | 14 | -7  |

### Zápasy
Všechny časy jsou místní (UTC+3).
| 22. dubna 2017 13:30 | Ukrajina | 3:5 (1:1, 2:1, 0:3) | Maďarsko | Palace of Sports, Kyjev Návštěvnost: 4 612 |  |

| 22. dubna 2017 17:00 | Jižní Korea | 4:2 (1:0, 1:1, 2:1) | Polsko | Palace of Sports, Kyjev Návštěvnost: 2 257 |  |

| 22. dubna 2017 20:30 | Rakousko | 2:3 (0:2, 2:0, 0:1) | Kazachstán | Palace of Sports, Kyjev Návštěvnost: 2 819 |  |

| 23. dubna 2017 17:00 | Kazachstán | 2:5 (1:1, 1:0, 0:4) | Jižní Korea | Palace of Sports, Kyjev Návštěvnost: 2 463 |  |

| 23. dubna 2017 20:30 | Polsko | 2:1 (1:0, 0:1, 1:0) | Ukrajina | Palace of Sports, Kyjev Návštěvnost: 5 291 |  |

| 24. dubna 2017 20:30 | Maďarsko | 1:3 (1:1, 0:0, 0:2) | Rakousko | Palace of Sports, Kyjev Návštěvnost: 2 861 |  |

| 25. dubna 2017 13:30 | Kazachstán | 1:0 po prodl. (0:0, 0:0, 0:0 - 1:0) | Polsko | Palace of Sports, Kyjev Návštěvnost: 1 536 |  |

| 25. dubna 2017 17:00 | Maďarsko | 1:3 (0:0, 1:1, 0:2) | Jižní Korea | Palace of Sports, Kyjev Návštěvnost: 2 713 |  |

| 25. dubna 2017 20:30 | Ukrajina | 0:1 (0:0, 0:1, 0:0) | Rakousko | Palace of Sports, Kyjev Návštěvnost: 5 005 |  |

| 26. dubna 2017 20:30 | Kazachstán | 4:2 (2:0, 0:2, 2:0) | Ukrajina | Palace of Sports, Kyjev Návštěvnost: 4 806 |  |

| 27. dubna 2017 17:00 | Polsko | 2:0 (0:0, 2:0, 0:0) | Maďarsko | Palace of Sports, Kyjev Návštěvnost: 2 874 |  |

| 27. dubna 2017 20:30 | Rakousko | 5:0 (3:0, 1:0, 1:0) | Jižní Korea | Palace of Sports, Kyjev Návštěvnost: 3 511 |  |

| 28. dubna 2017 13:30 | Maďarsko | 1:3 (1:2, 0:0, 0:1) | Kazachstán | Palace of Sports, Kyjev Návštěvnost: 2 323 |  |

| 28. dubna 2017 17:00 | Polsko | 0:11 (0:3, 0:4, 0:4) | Rakousko | Palace of Sports, Kyjev Návštěvnost: 3 453 |  |

| 28. dubna 2017 20:30 | Jižní Korea | 2:1 po s.n. (0:0, 1:1, 0:0 - 0:0) | Ukrajina | Palace of Sports, Kyjev Návštěvnost: 5 327 |  |

## Skupina B
Skupina B se hrála od 23. do 29. dubna 2017 v britském Belfastu.

### Účastníci
| Tým            | Kvalifikace                                     |
| -------------- | ----------------------------------------------- |
| Japonsko       | 6. místo v Divizi I 2016 - Skupina A a sestup   |
| Velká Británie | Pořadatel, 2. místo v Divizi I 2016 - Skupina B |
| Litva          | 3. místo v Divizi I 2016 - Skupina B            |
| Chorvatsko     | 4. místo v Divizi I 2016 - Skupina B            |
| Estonsko       | 5. místo v Divizi I 2016 - Skupina B            |
| Nizozemsko     | 1. místo v Divizi II 2016 - Skupina A a postup  |

### Rozhodčí
| Hlavní                                                                 | Čároví |
| ---------------------------------------------------------------------- | --- |
| - Geoffrey Barcelo - Gergely Kincses - Kristijan Nikolic - Milan Zrnić | - Ally Flockhart - James Kavanagh - Márton Németh - David Nothegger - Mariusz Smura - Vladimir Suslov - Alexander Sysuev |

### Tabulka
|  | Jeden tým postupující do skupiny A           |
|  | Jeden tým sestupující do skupiny A divize II |

| P  | Tým            | Z | B  | V | VP | PP | P | GV | GI | +/- |
| -- | -------------- | - | -- | - | -- | -- | - | -- | -- | --- |
| 1. | Velká Británie | 5 | 15 | 5 | 0  | 0  | 0 | 32 | 5  | +27 |
| 2. | Japonsko       | 5 | 12 | 4 | 0  | 0  | 1 | 22 | 11 | +11 |
| 3. | Litva          | 5 | 9  | 3 | 0  | 0  | 2 | 18 | 12 | +6  |
| 4. | Estonsko       | 5 | 6  | 2 | 0  | 0  | 3 | 11 | 20 | -9  |
| 5. | Chorvatsko     | 5 | 3  | 1 | 0  | 0  | 4 | 14 | 17 | -3  |
| 6. | Nizozemsko     | 5 | 0  | 0 | 0  | 0  | 5 | 6  | 38 | -32 |

### Zápasy
Všechny časy jsou místní (UTC+1).
| 23. dubna 2017 12:30 | Nizozemsko | 1:6 (0:2, 1:2, 0:2) | Japonsko | Odyssey, Belfast Návštěvnost: 943 |  |

| 23. dubna 2017 16:00 | Chorvatsko | 2:4 (0:1, 1:0, 1:3) | Velká Británie | Odyssey, Belfast Návštěvnost: 1 830 |  |

| 23. dubna 2017 19:30 | Estonsko | 0:3 (0:1, 0:2, 0:0) | Litva | Odyssey, Belfast Návštěvnost: 914 |  |

| 24. dubna 2017 12:30 | Japonsko | 4:2 (2:0, 1:0, 1:2) | Chorvatsko | Odyssey, Belfast Návštěvnost: 351 |  |

| 24. dubna 2017 16:00 | Litva | 8:0 (2:0, 4:0, 2:0) | Nizozemsko | Odyssey, Belfast Návštěvnost: 519 |  |

| 24. dubna 2017 19:30 | Velká Británie | 5:1 (2:0, 0:1, 3:0) | Estonsko | Odyssey, Belfast Návštěvnost: 1 437 |  |

| 26. dubna 2017 12:30 | Japonsko | 6:2 (1:0, 3:1, 2:1) | Estonsko | Odyssey, Belfast Návštěvnost: 575 |  |

| 26. dubna 2017 16:00 | Nizozemsko | 2:6 (0:4, 1:1, 1:1) | Chorvatsko | Odyssey, Belfast Návštěvnost: 703 |  |

| 26. dubna 2017 19:30 | Velká Británie | 5:2 (4:1, 0:0, 1:1) | Litva | Odyssey, Belfast Návštěvnost: 1 787 |  |

| 28. dubna 2017 12:30 | Litva | 2:6 (0:1, 2:2, 0:3) | Japonsko | Odyssey, Belfast Návštěvnost: 811 |  |

| 28. dubna 2017 16:00 | Chorvatsko | 3:4 (0:1, 3:2, 0:1) | Estonsko | Odyssey, Belfast Návštěvnost: 922 |  |

| 28. dubna 2017 19:30 | Velká Británie | 14:0 (3:0, 5:0, 6:0) | Nizozemsko | Odyssey, Belfast Návštěvnost: 3 005 |  |

| 29. dubna 2017 12:30 | Litva | 3:1 (1:1, 1:0, 1:0) | Chorvatsko | Odyssey, Belfast Návštěvnost: 1 343 |  |

| 29. dubna 2017 16:00 | Estonsko | 4:3 (1:2, 1:1, 2:0) | Nizozemsko | Odyssey, Belfast Návštěvnost: 1 608 |  |

| 29. dubna 2017 19:30 | Japonsko | 0:4 (0:1, 0:3, 0:0) | Velká Británie | Odyssey, Belfast Návštěvnost: 4 460 |  |